# Parafia bł. Reginy Protmann w Gronowie
Parafia bł. Reginy Protmann – rzymskokatolicka parafia w Gronowie, należąca do archidiecezji warmińskiej i dekanatu Braniewo. 
Pierwsza parafia w Polsce pod wezwaniem pod wezwaniem bł. Reginy Protmann.

## Historia
Pierwsze wzmianki o powstaniu parafii w Gronowie sięgają 1331 roku. Do 1945 we wsi istniał ewangelicki kościół pod wezwaniem św. św. Filipa i Jakuba.
W latach 90. XX wieku staraniem ks. Tadeusza Brandysa kościół został odbudowany na starych fundamentach. Jego budowę zakończono w 1998 roku.
31 maja 1998 roku, w uroczystość Zesłania Ducha Świętego, arcybiskup warmiński powołał do życia z dniem 1 lipca 1998 roku rzymskokatolicką parafią pod wezwaniem Ducha Świętego w Gronowie. W skład parafii weszły wydzielone z parafii św. Antoniego w Braniewie miejscowości: Gronowo, Leśna Dąbrowa, Podleśne, Rodowo, Rosiny i Zgoda. 
Do 20 czerwca 1999 kościół był pod wezwaniem Ducha Świętego. Po beatyfikacji Reginy Protmann przez Jana Pawła II (13 czerwca 1999) świątynia otrzymała nową patronkę – założycielkę Zgromadzenia Sióstr św. Katarzyny Dziewicy i Męczennicy.
Pierwszym proboszczem mianowany został ks. mgr Krzysztof Salamon. Od 1 października 1998 roku drugim proboszczem został ks. Leszek Galica. Trzecim, obecnym proboszczem parafii, jest Piotr Babski.